# Alchemilla coruscans
Alchemilla coruscans es una especie de planta del género Alchemilla, perteneciente a la familia Rosaceae.

## Taxonomía
Alchemilla coruscans fue descrita por Robert Buser en 1906.

## Distribución
Se encuentra en el territorio de Francia.